# 尼古拉·巴尔
尼古拉·巴尔（法語：Nicolas Bal，1978年6月2日—），法国男子北欧两项运动员。他曾代表法国参加1998年、2002年和2006年冬季奥林匹克运动会北欧两项比赛，获得一枚铜牌。